# Rebel·lió del Mau-Mau
|  | Aquest article tracta sobre una revolta camperola anticolonial a Kènia. Si cerqueu un moviment independentista samoà no-violent, vegeu «Moviment Mau». |

La rebel·lió del Mau-Mau fou una revolta camperola anticolonial a Kenya que va durar entre l'octubre (de fet, el setembre) del 1952 i el setembre del 1956 (entre 1951 i 1959, incloent-hi accions menors).

## Antecedents
Els colons europeus dominaven les millors terres i l'agricultura comercial, i la indústria lleugera, les activitats secundàries i la major part del sector terciari. El comerç a l'engròs i la distribució al detall estaven en mans dels asiàtics. Els africans només hi aportaven la mà d'obra. Treballaven a les ciutats amb sous molt baixos, o per als grangers europeus amb contractes mensuals amb un total d'uns 200 dies a l'any per un petit sou i el dret a treballar una parcel·la per a ells mateixos. La resta treballava com a pagesos en una agricultura de subsistència en una mena de reserves ètniques, que subministraven els aliments a les poblacions urbanes. Aquesta estructura s'havia establert al començament del segle xx, quan hi havia dos milions i mig d'habitants, però el 1952 ja eren cinc milions dues-centes mil persones.
El 1942, els treballadors africans excedents van començar a ser reassentats. Al final de la guerra, van arribar molts nous colons blancs. Alguns kikuyus havien adquirit experiència militar durant la guerra i van començar a agafar consciència política i va créixer el descontentament. Malauradament, no disposaven encara d'armes ni d'un territori veí per refugiar-se.

## Fundació
El Mau-Mau es va fundar el 1947 sobre l'estructura legal de la Unió Africana de Kenya, però els seus membres es distingien per un jurament especial que, pel caràcter supersticiós dels kikuius, imposava una garantia de lleialtat. S'autoanomenà Exèrcit d'Alliberament de la Terra de Kenya, i va sorgir entre els kikuyu, les terres dels quals eren insuficients per a la població existent. Políticament, els africans estaven molt poc representats; fins al 1944, no havien escollit el primer conseller i el 1952 només en tenien 5; els oficials de l'administració actuaven al servei dels blancs. No fou realment una rebel·lió nacional, sinó una revolta de camperols, que va afectar els kikuius i els seus parents embu i meru; la resta d'ètnies va romandre neutral o fins i tot oposada. Entre els kikuiu, les persones educades també s'hi van oposar tot i que van simpatitzar amb els objectius.
N'hi havia dues ales, el Mau-Mau militant i el Mau-Mau passiu; aquesta darrera donava suport, informació, proveïa diners, subministraments i tot el necessari als militants. La direcció oficial la tenia el denominat "Parlament de Kenya" suposadament a Nairobi. L'ala militant es va establir als boscos de les muntanyes Aberdare, organitzada en seccions de 35 persones cadascuna, grups de 100, i companyies de 250. La coordinació fou molt dèbil i l'armament escàs. La unió es mantenia per jurament. El 1950, la UAK fou declarada fora de la llei i van començar accions menors que es van fer entre 1951 i setembre del 1952. Aquests atacs no causaven víctimes i el govern va deixar passar el temps sense prendre mesures.

## Guerra
El setembre fou assassinat el líder kikuyu Waruhi, probritànic, i a l'octubre del 1952 van començar els primers atacs seriosos i massius contra grangers aïllats. Es va declarar l'estat d'emergència (21 d'octubre del 1952), quan es calculà que hi havia 12.000 guerrillers en armes. Fou enviat des d'Egipte el primer batalló de fusellers de Lancashire per reforçar els sis batallons de fusellers africans (Kenya African Rifles).

### Operació Joc Scott
L'operació Jock Scott, del 20 i 21 d'octubre del 1952, va permetre detenir suposats activistes del Mau-Mau: Kamau wa Ngengi, futur Jomo Kenyatta, Fred Kubai i Achieng Onako, però això va tenir molt poc efecte. Els domicilis de tots els kikuius sospitosos foren violats, i molts membres d'aquest grup ètnic foren detinguts. Els reservistes de la policia foren cridats a files i es va mobilitzar el regiment de Kenya, exèrcit de la colònia. Però entrar en contacte amb l'enemic en una zona gran i dispersa era molt difícil i no hi havia informació sobre els campaments Mau Mau. Una branca de la policia es va posar a la tasca de recollir informació i el cap del MI5 fou enviat de Londres a Kenya per organitzar aquest cos.

### La Guàrdia Kikuiu (Home Guard)
El Mau Mau va fer una campanya contra el kikuius de millor posició, empleats del govern o terratinents. Així, una part dels kikuius es va posar del costat del govern. La Home Guard o Guàrdia Kikuiu fou un instrument britànic per a la repressió Aquesta es va organitzar sobre la base de la protecció de les zones d'assentament dels blancs amb operacions policials i militars, patrulles i massives operacions de neteja de rebels als boscos i un programa de "rehabilitació" que va afectar 90.000 persones detingudes en els controls. Però també es van iniciar obres públiques als assentaments rurals i es va fomentar l'agricultura.

### Operacions dels Aberdare
Es va determinar que els guerrillers eren a les muntanyes Aberdare, a l'oest de Nyeri i nord-est de Naivasha, i nord de Nairobi, i es van declarar zona restringida on l'exèrcit podia disparar sobre qualsevol que no respongués a la veu d'aturar-se. Es va crear un comitè (després consell de guerra) amb civils, militars i policies, per coordinar les accions i es van formar comitès semblants a nivell de províncies i districte. El gener del 1953, el general W. R. N. Hinde, un veterà de l'exèrcit, fou nomenat assessor del governador Sir Evelyn Bating per qüestions de seguretat interna, i aviat va esdevenir cap d'operacions.
El 26 de març del 1953, el Mau-Mau va fer dos gran atacs a l'estació de policia de Naivasha (matà dos policies, alliberà 173 presoners i capturà molt d'armament) i a Lari, on van matar 74 persones (dones i nens gairebé tots) i en van ferir 50 (50 més van desaparèixer i suposadament també foren morts). A Lari, els britànics havien establert un camp de concentració de sospitosos detinguts i els que acceptaven una parcel·la del govern eren considerats traïdors. Aquesta matança va minar el prestigi del Mau Mau, especialment a nivell internacional.
El 8 d'abril del 1953, Jomo Kenyatta fou jutjat acusat de dirigir el moviment Mau-Mau i sentenciat a set anys de presó; un dels testimonis, Rawson Macharia, va declarar falsament pressionat pels britànics com es va establir el 1958, cosa que provocà un gran escàndol; fou jutjat per perjuri i condemnat.
L'abril van arribar dos batallons més des de la Gran Bretanya i el juny va arribar el general Geogre Erskhine, nomenat comandant en cap a l'Àfrica oriental i director d'operacions, per recomanació personal de Winston Churchill. També es va donar armament modern a la Guàrdia Kikuiu. En aquest moment, molts kikuius de Nairobi i les reserves estaven anant cap a les muntanyes per unir-se a la lluita. Erskhine va decidir acabar amb les patrulles de vigilància i defensives, i va passar a l'atac. Es va decidir establir bases a les muntanyes Aberdare, però hi va haver pocs enfrontaments per la gran extensió a cobrir i el coneixement del terreny pel Mau-Mau; el setembre, hi va arribar una brigada de reforç però encara resultava insuficient.

### Operació Anvil
El 15 de gener del 1954, fou capturat Warũhiũ Itote (àlies general Xina) i el seu interrogatori va permetre conèixer l'estructura del Mau-Mau. Conseqüència d'això fou que es va decidir acordonar Nairobi amb tropes retirades de la selva en l'anomenada operació Anvil, de l'abril del 1954, en la qual es va registrar Nairobi durant sis setmanes i que va suposar la detenció de 20.000 kikuius i va destruir les cèl·lules del Mau-Mau a Nairobi; els grups de la selva quedaren aïllats, i van començar a reduir la seva activitat, limitant-se a campanyes de sabotatge i atemptats. Els britànics, a més a més, van posar en marxa grups d'antics guerrillers que estaven disposats ara a lluitar contra els seus companys.
El 1955, es van fer dues operacions d'envergadura als boscos: Hammer i First Flute. Hi van participar soldats equivalents a una divisió. No van causar gaires baixes però van trencar la moral del Mau-Mau. El setembre del 1955, el potencial del Mau Mau estava ja seriosament tocat i Erskine fou substituït pel tinent general G. W. Lathbury, quan ja la revolta es podia donar per acabada. La repressió havia costat 30 milions de lliures entre octubre del 1952 i setembre del 1955. Es va dictar una amnistia a la qual es van acollir bastants guerrillers Mau-Mau.

## Final
El cop final fou la detenció del principal líder, Dedan Kimathi, el 21 d'octubre del 1956 a Nyeri. A mesura que els britànics obtenien victòries sobre grups de rebels, aquests van perdre suport; les altres ètnies foren mantingudes al marge mitjançant grans reformes socials. Al desembre del 1956, l'exèrcit va transferir el control de les operacions a la policia.
En el moment culminant, participaven en l'operatiu cinc batallons d'infanteria, sis de fusellers africans, dos esquadrons de la RAF, i nombroses forces policials. El cost era excessiu per a les possibilitats del país. Els colons blancs van donar suport a les mesures repressives. El govern, per acord amb els colons, va ser substituït pel concepte de govern multiracial, amb participació de tots els grups, per acceptar finalment el poder per a la majoria.
La darrera gran operació es va fer el 1959, quan els britànics van bombardejar l'anomenada Cova del Mau-Mau, prop de Nanyuki; hi van morir uns 200 guerrillers.

## Reformes
L'estat d'emergència fou aixecat el 12 de gener del 1960. Els morts en el període foren uns 10.000 guerrillers, i 2.400 persones lleials al govern entre civils, militars i policies (blancs i negres) dels quals només 63 eren europeus. La culminació de la reforma política va arribar a la conferència de Londres o Lancaster House, convocada el 18 de gener del 1960, que va acordar un parlament amb majoria africana i mesures de desenvolupament a les terres agrícoles kikuius; el salari dels treballadors urbans fou també augmentat i es va acabar amb mesures de discriminació racial. Els africans podrien accedir a l'educació i al servei públic. Progressivament, les grans explotacions dels blancs van esdevenir petites explotacions per als africans.

## En la cultura popular
Dins del relat "El mar" de La meva Cristina i altres contes de Mercè Rodoreda, es fa referència a aquest fet històric.

## Referència principal
- Guerras en la paz, Editorial Delta, Barcelona, 1983, en castellà.